# Katherine Tylney
Katherine Tylney eller Katherine Tilney, död efter 1541, var en engelsk hovfunktionär. Hon var hovdam hos drottning Katarina Howard. 
Hon var dotter till Sir Philip Tylney och Elizabeth Jeffrey och systerdotter till Agnes Howard. Hon tillhörde Agnes Howards hushåll i Horsham och Lambeth vid samma tidpunkt som Katarina Howard, Mary Lascelles, Dorothy Baskerville, Margaret Benet, Alice Restwold och Margaret Morton. 
Katarina Howard gifte sig med Henrik VIII av England 1540. Tylney fick sedan en plats i drottningens hushåll. Drottningens hushåll bestod vid denna tid av Ladies of the Privy Chamber (hovdamer utsedda att passa upp), Chamberers (kammarfruar och kammarfröknar), Maids-of-Honor (hovfröken), Mother of Maids (hovdam som övervakade hovfröknarna) och Ladies in Waiting (hovdamer utsedda på grund av rang). Katherine Tylney, Alice Restwold, Joan Bulmer, Maude Luffkyn och Margaret Morton, som alla varit med Howard i Lambeth, utsågs till drottningens chamberers. 
Katarina Howard arresterades och ställdes inför rätta för äktenskapsbrott i november 1541. Katherine Tylney förhördes om Howards sexualliv med Francis Dereham i sovsalen i Lambeth, och hur mycket Ages Howard hade känt till om saken. Hon förhördes sedan om senare händelser i Lincoln och på Hampton Court. Hon hade varit den enda person förutom Jane Boleyn som hade tillgång till drottningens sovrum när denna träffade Thomas Culpeper, men hon nekade till att ha känt till identiteten på den person drottningen mötte vid dessa tillfällen. I december 1541 erkände hon att hon hade känt till Howards förbindelse med Dereham i Lambeth och dömdes till konfiskation och fängelse i Towern. Hon ägde ingenting att konfiskera, och hon förmodas ha släppts fri vid ungefär samma tidpunkt som Agnes Howard, det vill säga i maj 1542. Hon gifte sig sedan med John Baker. 